# Ikarus 480
Ikarus 480 — одиночный автобус венгерской фирмы Ikarus, выпускавшийся с 1990 по 1997 год.

## Описание
Ikarus 480 впервые был представлен в 1988 году на шасси DAF SB220. Власти Англии одобрили первый прототип.
Ikarus 480 считается одним из представителей Аэропарка. Его высота пола составляет 550 мм.

## Технические характеристики
Ikarus 480 оснащён двигателем DAF LT 160 G мощностью 160 кВт (218 л. с.) при 2200 об/мин и крутящим моментом 970 Н⋅м при 1200 об/мин в паре с трёхступенчатой автоматической трансмиссией Voith D851.2 или же с четырёхступенчатой автоматической трансмиссией ZF HP 500.

## Заводские модификации
- Ikarus 480.91 — модификация для городских и пригородных маршрутов с правым рулём, формулой дверей 2—0—0 и дверью аварийного выхода с правой стороны[5].
- Ikarus 480.93 — экспортная модификация с формулой дверей 2—2—0.
- Ikarus 480.94 — модификация как с двумя, так и с тремя дверьми[6].